# Onthophagus brittoni
Onthophagus brittoni là một loài bọ cánh cứng trong họ Bọ hung (Scarabaeidae).